# Масару Емото
Масару Емото (яп. 江本 勝; англ. Masaru Emoto; нар. 22 липня 1943 р., Йокогама — пом. 17 жовтня 2014 р., Йокогама) — японський дослідник, відомий експериментами, спрямованими на доказ того, що вода має здатність сприймати інформацію від навколишнього середовища, що свідомість людини впливає на молекулярну структуру води. Основний метод його доказів полягає у впливі на воду вимовленими й написаними словами й вивченні структури кристалізації такої води, яка, за його заявами, змінюється залежно від змісту цих слів. Починаючи з 1999 р. Емото видає книгу «Послання води», що містить фотографії кристалів з поясненням, яка інформація була в заданій воді.
Наукова спільнота оцінює експерименти Емото та ідею «пам'яті води» як псевдонаукові.

## Життєпис
Закінчив курс міжнародних відносин факультету гуманітарних наук Муніципального університету Йокогами, де спеціалізувався на американо-китайських відносинах.
Після роботи в компаніях «Chisan Co., Ltd.» і «Chubu Yomiuri Shimbun» в 1986 р. заснував компанію «IHM Co., Ltd.».
Після знайомства з магнітно-резонансним аналізатором (МРА) та магнітно-резонансною (мікрокластерною) водою (це було в США, в 1980-х роках) присвятив себе вивченню води.
У жовтні 1992 р. отримав у «Відкритому міжнародному університеті альтернативної медицини» (Калькута) ступінь доктора альтернативної медицини (в Індії) та ліцензію на лікарську практику, але ця організація була відома як фабрика дипломів для шарлатанів, яку пізніше закрили. Обіймав посаду президента Інституту загальних досліджень IHM, «IHM Co., Ltd.», і «IHM International HADO Membership». Став почесним президентом Міжнародного фонду «Вода для життя» (англ. Water For Life Foundation), некомерційної організації, що знаходиться в м. Оклахома-Сіті в США.

## Праці
- (рос.)Эмото М., Послания воды: Тайные коды кристаллов льда. — София, 2005. — 96 с. — ISBN 5-9550-0828-4.
- (рос.)Эмото М., Энергия воды для самопознания и исцеления. — София, 2006. — 96 с. — ISBN 5-9550-0889-6.

- 水からの伝言: 世界初!! 水の結晶写真集 (Mizu kara no dengon: sekaihatsu!! mizu no kesshō shashinshū) [Messages from Water] (яп.). Т. 1. Tokyo: Hado. 1999. ISBN 9784939098000.
  - (англ.)The Message from Water: The Message from Water is Telling Us to Take a Look at Ourselves. Т. 1. Hado. 2000. ISBN 9784939098000.
- 水からの伝言： 世界初！！水の氷結結晶写真集今日も水にありがとう (Mizu kara no dengon: sekaihatsu!! mizu no kesshō shashinshū) [The Messages from Water] (яп.). Т. 2. Tokyo: Hado. 2001. ISBN 9784939098048.
  - (англ.)The Message from Water. Т. 2. Hado. 2001. ISBN 9784939098048.
- 水が伝える愛のかたち (Mizu ga tsutaeru ai no katachi) (яп.). Tokyo: Tokuma Shoten. 2003. ISBN 9784198617509.
  - (англ.)The Shape of Love: Discovering Who We Are, Where We Came From, and Where We are Going. New York: Doubleday. 2007. ISBN 9780385518376.
- Love Thyself: The Message from Water III. Carlsbad, CA: Hay House. 2004. ISBN 9781401908997.
- 水可以改變我生命 : "愛和感謝"的心情可以創造積極的能量 (Shui ke yi gai bian wo sheng ming : "Ai he gan xie" de xin qing ke yi chuan zao ji ji de neng liang) (кит.). Taibei Xian Xindian Shi. 2006. ISBN 9789576864971.
  - (англ.)The Miracle of Water. New York; Hillsboro, OR: Atria: Beyond Words. 2007. ISBN 9781582701622.
- Water Crystal Healing: Music & Images to Restore Your Well Being. New York; Hillsboro, OR: Atria: Beyond Words. 2006. ISBN 9781582701561.